# Winston Riley
Winston Riley, né le 14 mai 1943 à Kingston (Jamaïque) et mort le 19 janvier 2012 dans la même ville, est un chanteur et un producteur jamaïcain.

## Biographie
En 1962, il fonde le groupe The Techniques avec Slim Smith. En 1968, il fonde son propre label et enregistre le premier disque de Johnny Osbourne, Come Back Darling, ainsi que celui d'Alton et Hortense Ellis. 

### Production
En 1971, son morceau Double Barrel, interprété par le duo Dave and Ansell Collins, devient le premier succès international reggae. Mais c'est le riddim Stalag, paru en 1973 dans une version instrumentale interprété par Ansell Collins, puis repris de nombreuses fois sous des noms similaires, qui lui apporte la consécration. 
Pendant les années 1970, il produit également Jimmy Riley, Horace Andy, Pat Kelly et General Echo (The Slackest, 1979).
Il a également lancé les carrières de Sister Nancy, Buju Banton, Cutty Ranks, Lone Ranger et Frankie Paul.
Il est considéré comme le plus grand producteur de reggae de tous les temps.

### Mort
Il meurt le 19 janvier 2012, deux mois après avoir été blessé par balles à la tête, le 1er novembre 2011. Il avait déjà été attaqué à l'arme à feu en août 2011 et poignardé en septembre.

## Discographie
Studio albums
- Meditation Dub (1977)
- Meditation Dub Vol 2 (LP) (1999)
- Meditation Dub Vol 3 (LP) (1999)

Singles & EPs
- Sir Lee / Norman Grant / The Revolutionaires / Sonia Pottinger / Dillinger / Winston Riley - Back To The Music / Natty Dub It Into Dreamland / Melting Pot / Ital Rockers / Dub With Natty / Melting Dub (12", EP) (1977)
- Ansil Collin* / Winston* & Ansil* - Black Out / Zion I (7", Single)

Compilations
- Quintessential Techniques (2009)